# Ius Mensa
L'Ius Mensa è una struttura geologica della superficie di Marte.